# Världsarv
| Gammelstads kyrkstad och Egyptens pyramider är båda världsarv. |  | Gammelstads kyrkstad och Egyptens pyramider är båda världsarv. |
| Gammelstads kyrkstad och Egyptens pyramider är båda världsarv. |  |                                                                |

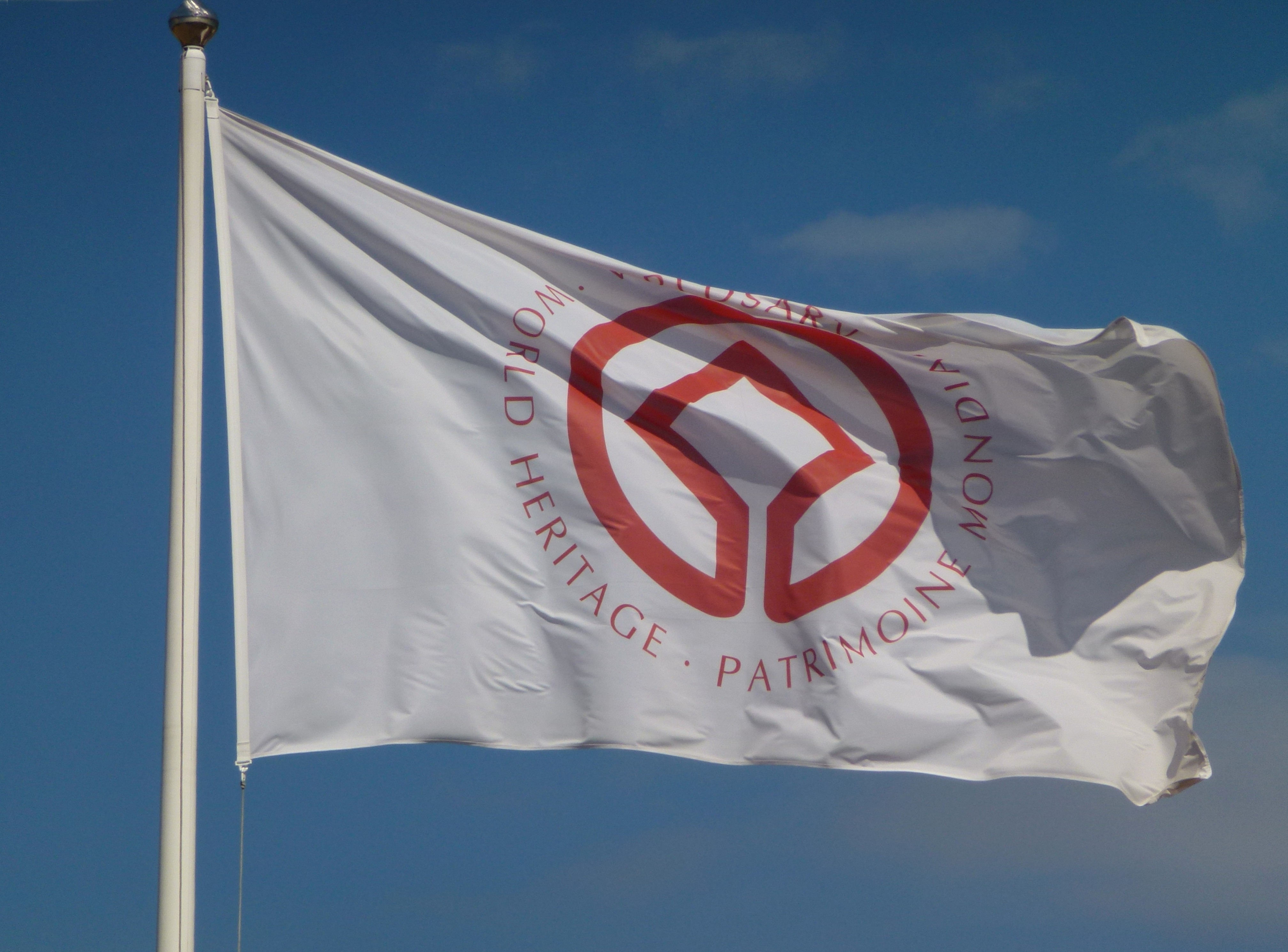
Världsarvsflaggan vid Falu koppargruva.

Världsarven utgörs av de kultur- och naturmiljöer i världen som anses vara ojämförligt mest enastående och av stor betydelse för hela mänskligheten. Vad som är och hur ett objekt kan bli ett världsarv bestäms i världsarvskonventionen (Konventionen om skydd för världens kultur- och naturarv). Konventionen antogs den 16 november 1972 av Unescos 17:e generalkonferens i Paris.
FN-organisationen Unesco (Förenta nationernas organisation för utbildning, vetenskap och kultur) upprätthåller en lista över världsarv och det står medlemsländer fritt att nominera objekt till listan. Det är respektive land som lyfter fram de objekt man önskar placera på listan. Därefter beslutar en världsarvskommitté efter rådgivning av experter huruvida objektet uppfyller de krav och de kriterier som finns i konventionen. Att både Gammelstads kyrkstad utanför Luleå och Egyptens pyramider är placerade på världsarvslistan betyder således att Sverige valt att placera kyrkbyn på världsarvslistan, medan Egypten valt ut de välkända pyramiderna. Det innebär däremot inte en värdering av de båda platsernas relativa kulturhistoriska värde. Medlemslandet är därefter i enlighet med konventionen förpliktigat, åtminstone moraliskt, att sörja för att världsarvet bevaras åt eftervärlden. När en miljö eller ett fenomen antagits som världsarv skall det vara en angelägenhet för hela mänskligheten, enligt Unesco.
Sedan den 23 oktober 2020 är 194 länder anslutna till konventionen, inklusive USA och Israel som båda lämnade Unesco i januari 2019. Det finns 1154 världsarv i 167 länder (februari 2022). Av dessa är 897 kulturarv, 218 naturarv och 39 blandade objekt, det vill säga både natur- och kulturarv. Varje år har det tillkommit i snitt knappt 27 världsarv, som minst har man antagit sju nya världsarv och som mest 61. Italien har med sina 58 världsarv flest i världen, följt av Kina med sina 55 världsarv, följt av Tyskland med 51 sedan Frankrike och Spanien med 49 världsarv vardera.

## Historia

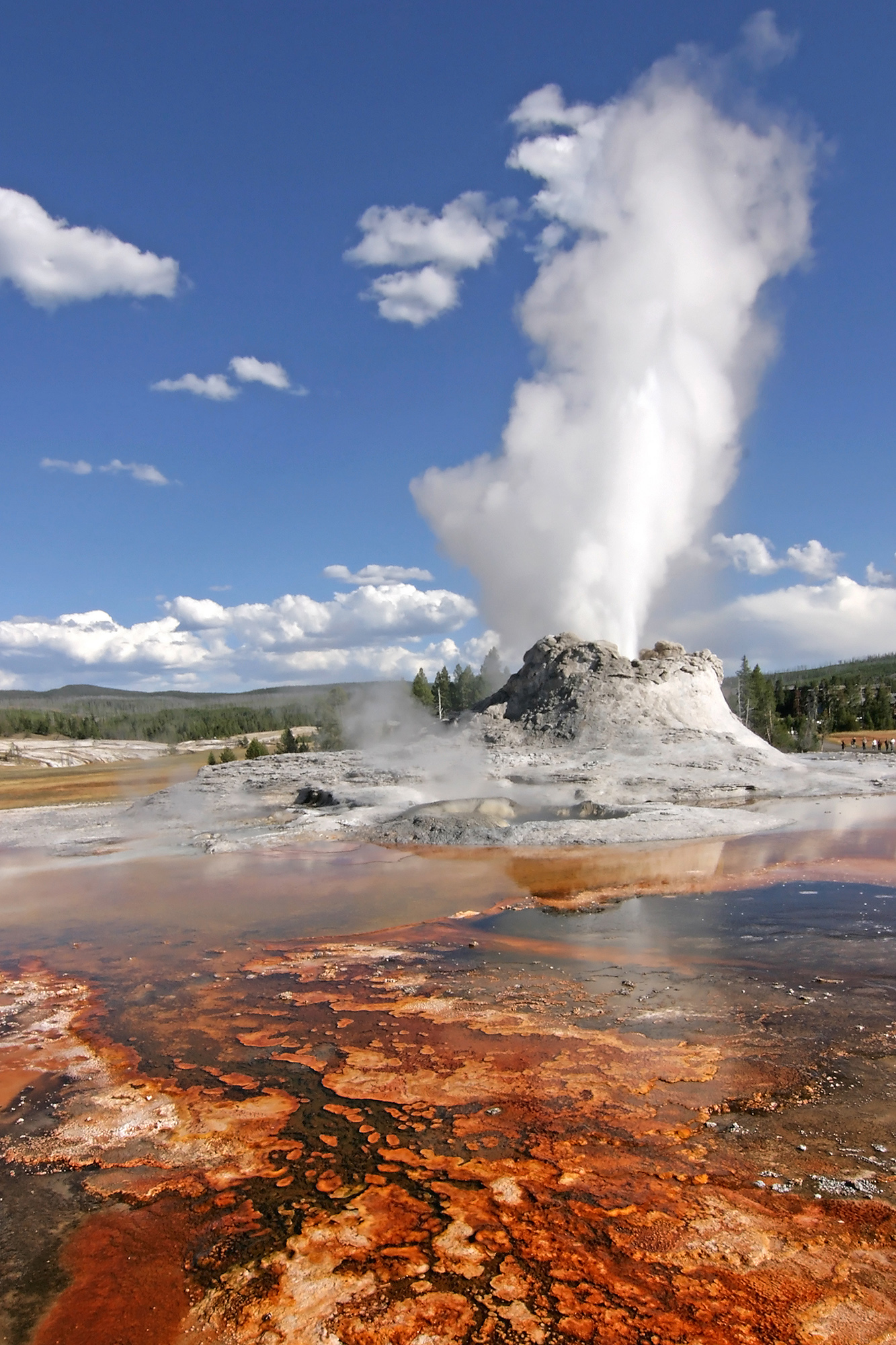
Yellowstone, världens första nationalpark, instiftades 1 mars 1872. Hundra år senare tillkom världsarvskonventionen. Yellowstone blev världsarv 1978.

### De nationella skydden utvecklas
Från 1700-talets upplysningstid kan man tala om ett nationellt kulturarv. Nationella kulturarv har från denna tid använts för att förstärka de lokala historiska rötterna och den nationella identiteten. Framtida generationer skulle få se tidens kultur- och naturmiljöer.
I USA uppstod idén att skydda naturområden som Niagarafallen där den naturliga vildmarksmiljön förstördes och människan gjorde allt tydligare avtryck. 1872 instiftades världens första nationalpark, i detta land, Yellowstone nationalpark, och de kommande årtiondena spreds idén om nationalparker till resten av världen.

### Internationella samarbetet växer fram
1920, några år efter första världskrigets slut, grundades Nationernas Förbund i syfte att bevara världsfreden. Förbundet arbetade även med ekonomiskt och socialt arbete och upprättade 1922 Unescos föregångare International Commission on Intellectual Cooperation (ICIC). Denna organisation var ett rådgivande organ för NF och syftade till att främja kulturellt/intellektuellt utbyte mellan forskare, vetenskapsmän, konstnärer och andra intellektuella. Organisationen hade från början problem med finansieringen men fick från 1926 stöd från Frankrike för att grunda ett verkställande organ, International Institute of Intellectual Cooperation (IIIC) i Paris 1926.
1926 bildades International Museum Office (IMO) som en del av IIIC. IMO organiserade ett antal viktiga arrangemang som bidragit till skydd av kulturarv, exempelvis Atenkonferensen 1931 där man antog Atendeklarationen, som var det första internationella uttalandet om skydd av historiska monument.
Efter första världskriget och ryska revolutionen insåg den ryske konstnären och resenären Nicholas Roerich att världens stora kulturskatter måste få ett starkt skydd. Med hjälp av experter utarbetade han ett avtal som kom att kallas för the Roerich Pact and Banner of Peace (Roerich fördraget och fredsflaggan). Detta skulle inte bara skydda historiska monument utan också museer, konstverk, bibliotek, universitet och kulturella institutioner. Han presenterade fördraget för president Franklin D. Roosevelt. Ett avtal mellan USA och 21 amerikanska nationer undertecknades den 20 maj 1935.
Efter andra världskriget slut instiftades Förenta nationerna (FN) den 25 oktober 1945. Många internationella organisationer är grenar av FN och i november 1945 ersattes IIIC av Unesco, som tog över dess roll.

### Förslag till en internationell kulturarvsfond
1947 kom Henri Gasquet, dåvarande vice ordförande i International Touring Alliance (ITA), med idén att skapa en internationell fond för att skydda monument. Året efter, i maj 1948, beslutade ITA att anta hans förslag på sin generalsammankomst i Stockholm och gjorde följande uttalande:
| ” | ITA:s generalsammankomst inbjuder kompetenta internationella organisationer att överväga nödvändigheten att skydda och bevara konstnärliga och historiska byggnader som representerar alla civiliserade nationers allmänna egendom, genom förenandet av nationella lagstiftningar och det brådskande organiserandet av internationell finansieringshjälp till länderna som är monumentens beskyddare. | „ |

Mexiko tog upp denna idé genom ett förslag till Unescos generalkongress 1950. Här föreslogs en internationell konvention för tillskapandet av en internationell fond för skyddandet av historiska monument och konstskatter som "består av mänsklighetens främsta kulturarv." Förslaget bestod av sex punkter som behandlade inrättandet av fonden och vad den skulle användas till, men också förslaget att varje land skulle införa en turistskatt på cirka 3 USA-dollar som varje turist skulle betala. I gengäld skulle turisterna få fri entré till alla statliga och kommunala museer samt till bild- och konstgallerier. Förslaget med en turistskatt var ett sätt att lösa fondens finansiering.
På generalkonferensen beslutade man ge generalsekreteraren i uppgift att återkomma till sjätte generalkonferensen med en rapport om möjligheten att införa en turistskatt. När denna redovisning gjordes hade 16 av Unescos dåvarande länder svarat på förslaget. Tre stater var för förslaget och fyra stater var emot förslaget i sin helhet. USA, som var helt emot bildandet av en fond, ansåg att ett bevarande var respektive lands eget ansvar och en fond därför endast kunde vara användbar för skador uppkomna i krig. Övriga nio länder, däribland Sverige var för etablerandet av en internationell fond men emot införandet av en turistskatt.
Finansieringsfrågan kring en fond kunde således inte lösas. Schweiz kom då med idén att man istället för en fond skulle kunna skapa ett center för internationellt samarbete och forskning. Frågan om att införa en internationell fond sågs därmed utagerad.

### Skapandet av ICCROM
Schweiz förslag levde dock vidare och ledde till att man 1956 föreslog skapandet av ett sådant center. 1959 bildades sedan Rome Centre, som sedan 1977 har namnet International Centre for the Study of the Preservation and Restoration of Cultural Property (ICCROM) och är ett av världsarvskonventionens rådgivande organ..

### Bygget av Nya Assuandammen

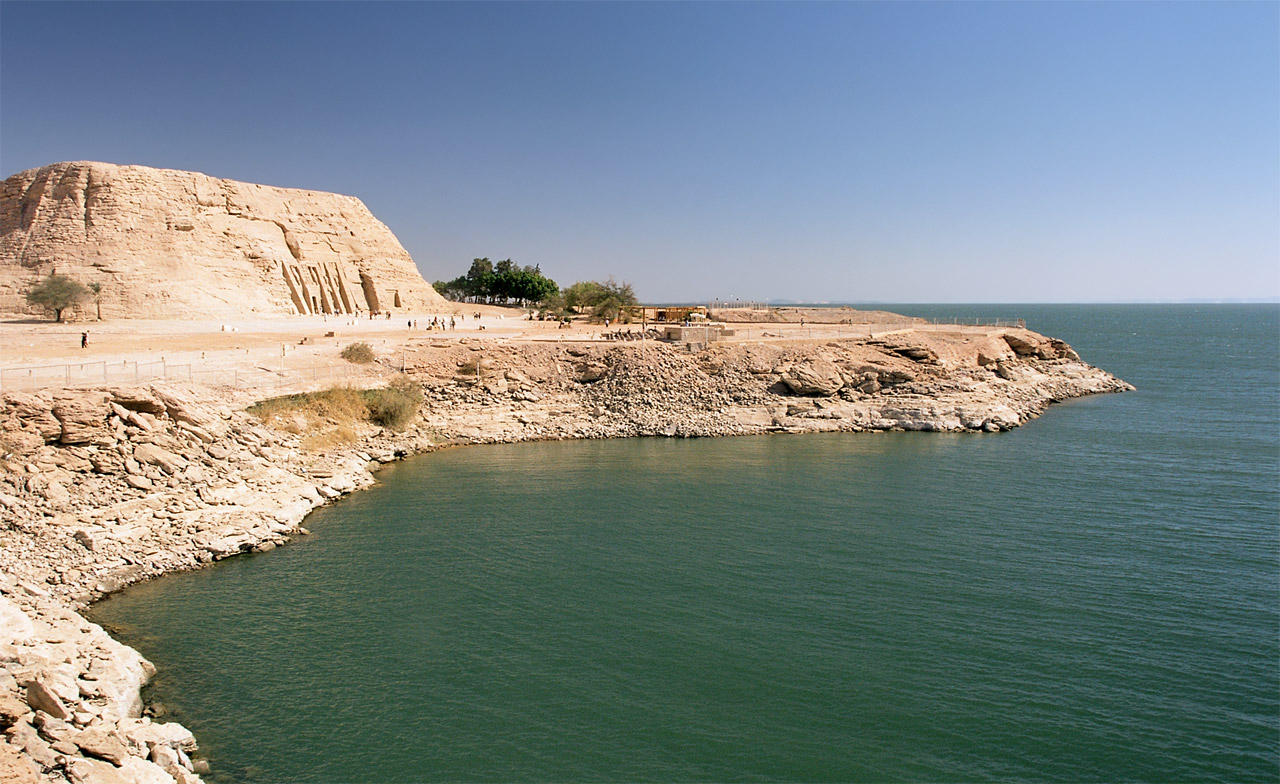
Templet vid Abu Simbel vid Nassersjöns strand, sedan det flyttats till en nivå ovan sjön. Abu Simbel blev världsarv 1979.

Redan i Haagkonventionen för skydd av kulturegendom i händelse av väpnade konflikter, som antogs 1954, finns bestämmelser som ger ett visst skydd av kulturarven i specifika situationer. Frågans betydelse växte dock 1959 när Egypten beslutade bygga en ny större damm som ersättning för den gamla Assuandammen, med syfte att förhindra de periodiska översvämningarna och producera elektricitet och vatten till jordbruket.. Dammbygget påbörjades 1959. Problemet var bara att den nya dammens storlek innebar att flera monument och tempel skulle hamna under vatten om den färdigställdes, däribland Abu Simbel. För att rädda detta "världsarv" inledde Unesco, efter en förfrågan från Egyptens och Sudans regeringar, en stor internationell räddningskampanj.
Arkeologiska utforskningar påskyndades i området. Dessutom beslutade man att flytta templen i Abu Simbel och File. Sten för sten monterades de ner och återuppbyggdes på säker mark, 65 meter högre upp och 200 meter från vattenlinjen. Kampanjen kostade omkring 80 miljoner amerikanska dollar. Hälften av pengarna kom från ett 50-tal givmilda länder. Bortsett från att man blev tvingad att flytta kulturarven var kampanjen oerhört framgångsrik. Man hade visat att man med internationellt stöd och samarbete kunde rädda ett för hela världen betydelsefullt kulturarv. Resultatet innebar att flera liknande projekt startades.

### Förslag att skydda kulturlandskap

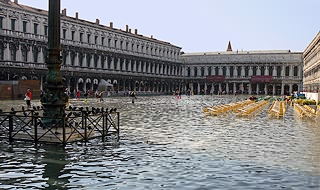
Piazza San Marco i Venedig under en översvämning 2007. Venedig blev världsarv 1987.

1962 presenterade Unesco rekommendationer angående skyddandet av kulturlandskap och platsers skönhet och karaktär (Recommendation on the Safeguarding of the Beauty and Character of Landscapes and Sites). Rekommendationen omfattar såväl naturliga områden som mänskligt skapade områden.

### Venedigfördraget
25-31 maj 1964 genomfördes andra internationella kongressen för historiska monuments arkitekter och tekniker i Venedig. I samband med detta antogs 13 resolutioner. Den första bestod av fördraget för internationell restaurering, kallat Venedigfördraget. Den andra resolutionen, som förts fram av Unesco, behandlade bildandet av International Council on Monuments and Sites (ICOMOS). ICOMOS bildades 1965.

### Översvämningarna av Florens och Venedig
Den 4 november 1966 drabbades både Florens och Venedig av omfattande översvämningar som orsakade stor förödelse. Vid samma tidpunkt höll Unesco sin 14:e generalkonferens och Italiens regering bad därför denna om hjälp. Unescos svar blev en resolution där man drog igång en internationell kampanj för att rädda Florens och Venedig (International Campaign for Florence and Venice). 1968 utvecklade IUCN ett förslag för sina medlemmar som liknande den i Washington föreslagna världsarvsfonden. Detta förstärkte ytterligare den internationella medvetenheten för bevarandebehoven. 1970 antogs konventionen om betydelsen för skyddandet och förhindrandet av olaglig import, export och ägandebyten av kulturella innehav. Unesco var även engagerade i att rädda Mohenjo-daro i Pakistan och restaurera Borobodur i Indonesien.

### Världsarvskonventionen

#### Världsarvskonventionen tar form
Unesco började tillsammans med ICOMOS skissa på en konvention för ett internationellt skydd för olika typer av kulturarv.. Att inkludera något annat än monument och kulturhistoriskt intressanta områden och anläggningar fanns då inte. Det låg helt enkelt inte inom deras verksamhetsområden.
Idén att kombinera bevarandet av såväl kulturplatser som naturområden kom istället från USA. Sierra Club och WWF hade genom sin gemensamma ordförande Russel E Train 1965 presenterat ett förslag att skapa en världsarvsfond (World Heritage Trust Foundation). Detta fick stöd av landets dåvarande president Richard Nixon och en konferens för internationellt samarbete kom till stånd i Vita huset i Washington, D.C.. Fonden skulle stimulera internationellt samarbete för att bevara världens mest enastående naturliga och måleriska områden samt historiska platser för dagens och morgondagens människor. Förslaget väckte intresse hos IUCN, som presenterade ett liknande förslag för sina medlemmar 1968. Förslaget togs sedan även med i Nixons Program för bättre styre (engelska: Program for a Better Government) och överlämnades till kongressen i februari 1971. Sierra Club följde upp frågan genom sitt förslag Action for Wilderness. Följden blev att naturarven även arbetades in i ICOMOS utkast.
I juli 1971 fanns ett färdigt utkast till en konvention, som skickades ut på remiss till Unescos medlemsstater.
Efter FN-konferensen om Mänsklig miljö i Stockholm i juni 1972, efter ett förslag av den svenske diplomaten Sverker Åström, instiftades FN:s miljövårdsprogram. På konferensen presenterades också det färdiga utkastet till världsarvskonventionen (Konventionen om skydd för världens kultur- och naturarv). Konventionen antogs sedan samma år den 16 november av Unescos generalförsamlings 17:e kongress i Paris. Efter en lång debatt genomfördes en omröstning. Förslaget fick stöd av 75 medlemmar. 17 ledamöter saknade rösträtt och endast en ledamot röstade mot ett godkännande av förslaget. Världsarvskonventionen var därmed antagen.
Konventionen instiftar begreppet världsarv och syftar till att få de undertecknade länderna att säkra skyddet för sina natur- och kulturarv. Dess två första punkter anger vad ett kulturarv respektive ett naturarv är. Begreppet kulturarv definieras kortfattat som byggnadsminnesmärken av olika slag inklusive målningar, skulpturer och inskriptioner m.m., grupper av byggnader samt miljöer skapade av människan som av historiska, arkitektoniska eller liknande skäl får ett universellt värde. Naturarv definieras som olika naturmässiga eller geologiska/fysiografiska formationer och naturmiljöer av särskilt stora skyddsvärden men också naturområden som får sitt värde för sin skönhet.

#### Konventionen ratificeras
USA blev det första landet som ratificerade konventionen och gjorde detta redan den 7 december 1973. Året efter tillkom nio länder. Konventionen trädde formellt i kraft efter att Schweiz som 20:e stat godkänt den i december 1975. Sverige skrev under konventionen först 1984 och ratificerade densamma den 22 januari året efter. Fram till oktober 2010 hade 187 länder anslutit sig till konventionen, därav hade 100 ratificerat den, 84 antagit den (71 ”acceptance” och 13 ”notification of succession”) samt 3 anslutit sig (”acceded”) till konventionen. Sedan 12 augusti 2011 är 189 av Unescos 195 länder anslutna till konventionen, därav har 102 ratificerat den, 84 antagit den (71 ”acceptance” och 13 ”notification of succession”) samt 3 anslutit sig (”acceded”) till konventionen.

### Världsarvsemblemet
| Flagga med världsarvsemblemet i Karlskrona. Örlogsstaden Karlskrona blev ett världsarv 1998. |  | Symbol för världsarv (här: tysk variant). |
| Flagga med världsarvsemblemet i Karlskrona. Örlogsstaden Karlskrona blev ett världsarv 1998. |  | Symbol för världsarv (här: tysk variant). |

Första 12 världsarven antogs 1978. Sedan samma år är också världsarvsemblemet konventionens officiella emblem. Världsarvsemblemet designades av den belgiske konstnären Michel Olyff. Emblemets cirkelform representerar jordklotet vi lever på och världens mångfald. Symbolerna i emblemet, består av en yttre cirkel som i dess botten är ansluten till en inre kvadrat. Här representerar cirkeln naturen och kvadraten symboliserar kulturen.

### Kulturlandskap
När världsarvskonventionen 1992 firade tjugoårsjubileum inrättades ett världsarvscentrum i Paris och den första internationella definitionen av ett kulturlandskap skapas.

### Obalanser i världsarvslistan
Från tolv världsarv efter första mötet 1978 växte antalet världsarv snabbt. I takt med att världsarven blev allt fler så kom listan i allt större obalans. Europa blev, i förhållande såväl till befolkningen som antalet världsarv per land, snabbt överrepresenterat med nära hälften av alla världsarv och Afrika kraftigt underrepresenterat. Antalet kulturarv kom att bli långt fler än antalet naturarv. En studie som genomfördes av ICOMOS mellan 1987 och 1993 visade även att historiska städer, historiska perioder och ståtliga arkitektoniska byggnadsverk var överrepresenterade jämfört med exempelvis bosättningar, teknologisk utveckling och mänsklig interaktion. För att på sikt komma till rätta med dessa problem instiftade världsarvskommittén 1994 en Global strategi för en representativt, balanserat och trovärdig världsarvslista, ännu består dock ojämnheterna.

### Budapestdeklarationen
Världsarvskonventionens 30-årsjubileum, 2002, anordnades av Unesco i världsarvsstaden Venedig. Den syftade till att stärka det internationella samarbetet för att skydda världsarven. Samma år antog världsarvskommittén de strategiska målen genom Budapestdeklarationen, känd på engelska för de fyra C:na: credibility (trovärdighet), conservation (bevarande/skydd), capacity-building (kapacitetsuppbyggnad) och communication (kommunikation). Syftet var att förbättra världsarvslistans tillförlitlighet, att säkerställa ett effektivt skydd av objekten och att utveckla effektiva åtgärder för att ackumulera kunskap samt öka informationen till allmänheten och stödja kommunikation. Fem år senare, utvärderades deklarationen och på världsarvskommitténs 31:a möte i Christchurch lades det till ett femte C. Det femte C:et var ett förslag från värdnationen Nya Zeeland och omfattade begreppet communities (gemenskaper) i vilket man inkluderar lokala grupper och ursprungsbefolkningar för att stärka världsarvens skydd.

## Nomineringsprocessen

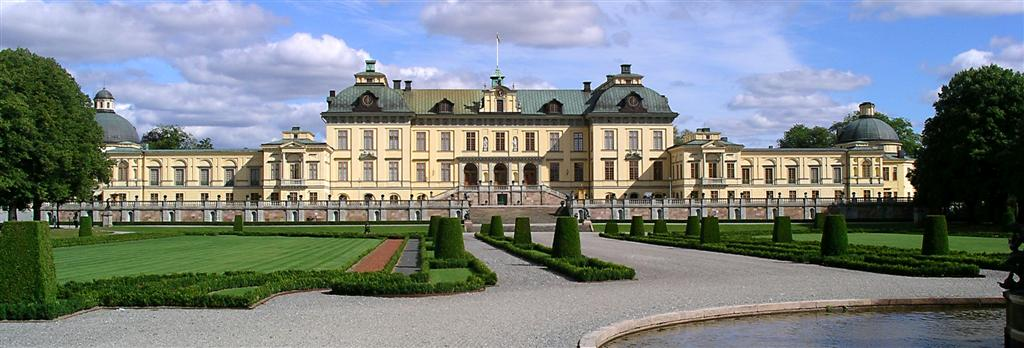
Drottningholms slott blev Sveriges första världsarv 1991.

### Inventering av potentiella världsarv
Varje land ska enligt artikel 11 i konventionen göra en inventering över objekt man anser kan platsa på världsarvslistan. Hur inventeringen går till är upp till varje land, det behöver inte vara en ren inventering. Det kan också vara ett initiativ från en intressegrupp. Ett sådant exempel är arbetsgruppen Kulturarv Hälsingegårdar som 1997 började driva förslaget att göra Hälsingegårdar till ett världsarv.

### Upprättande av en tentativ lista
Efter inventeringen sätter varje land upp de som de avser att nominera de närmsta åren på en tentativ lista (preliminär försökslista) tillsammans med namn, kriterier och sammanfattningar på engelska eller franska.
Ett objekt kan inte nomineras, om det inte först varit uppsatt på den tentativa listan. Ett objekt som blivit upptaget som världsarv stryks från den tentativa listan. Varje land uppmanas dessutom att gå igenom och uppdatera listan minst vart tionde år.
De nordiska länderna arbetade fram en gemensam lista 1996 med 21 kultur- och naturarvsobjekt, som ansågs karaktäristiska för Norden. Listan togs fram 1994–1996 av en arbetsgrupp som fick finansiellt stöd från Nordiska ministerrådet. Listan offentliggjordes i utredningen Verdensarv i Norden (Nord 1996:30/31). Samtliga nordiska länder utom Island hade objekt på denna lista. Listan låg sedan till grund för respektive lands tentativa lista.

### Inlämnande av nomineringshandlingar
Varje land som skrivit på Världsarvskonventionen uppmuntras av kommittén att göra nomineringar till världsarvslistan och kan utifrån försökslistan planera när man vill presentera nomineringshandlingar. Världsarvscentret erbjuder hjälp för förberedandet av handlingarna, vilka behöver vara så omfattande som möjligt för att försäkra att den nödvändiga dokumentationen och kartorna finns med. Färdigställda nomineringshandlingar skickas in till Världsarvscentret för granskning och kontroll att handlingarna är fullständiga. När en nomineringshandling anses komplett sänder Världsarvscentret iväg den för utvärdering.

### Utvärdering
Tre organ fungerar officiellt som rådgivare till kommittén och världsarvscentret:
- IUCN – International Union for the Conservation of Nature
- ICOMOS – International Council on Monuments and Sites
- ICCROM – International Centre for the Study of the Preservation and Restoration of Cultural Property (Romcentret)

Ett nominerat objekt utvärderas av de två rådgivande organen ICOMOS (kulturarv) och IUCN (naturarv). Utvärderingarna lämnas till Världsarvskommittén.
Vid sidan om de utvärderande organen finns ICCROM är ett överstatligt internationellt forsknings- och utbildningscentrum, som bland annat erbjuder expertrådgivning vad gäller bevarandet av kulturarv.

### Slutgiltigt beslut
När en plats blivit nominerad och utvärderad är det upp till den mellanstatliga Världsarvskommittén att fatta det slutgiltiga beslutet. Varje år sammanträder kommittén för att besluta vilka objekt som ska bli uppsatta på världsarvslistan. Den kan då även välja att avvakta med sitt beslut för att begära in ytterligare information från ansökarlandet. Kommittén har även rätt att ta bort världsarvsobjekt från listan helt, något som hittills har inträffat tre gånger. Det har också hänt att kommittén slagit samman gamla världsarv med nya objekt i helt nya världsarv.

### Cairnsbesluten

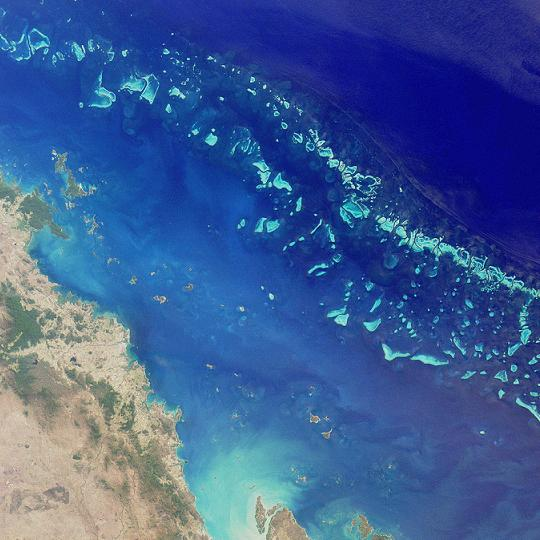
Stora barriärrevet i havet utanför Cairns är ett världsarv sedan 1981.

På Världsarvskommitténs 24:e kongress i Cairns i Australien år 2000 beslutade kommittén att lägga fram ett förslag för att förbättra representativiteten (Europa dominerar alltför mycket och andelen naturarv är mycket liten) samt utveckla kommitténs, de rådgivande organens och världsarvscentrets arbete och förhindra att världsarvens status urholkas. Förslaget kom att kallas Cairnsbesluten (engelska: Cairns Decision).
Förslaget som man lade fram innebar att varje land i fortsättningen endast skulle få nominera ett världsarv vardera per år. Denna regel skulle dock inte gälla de länder som saknar objekt i världsarvslistan. Dessa skulle istället få göra högst tre nomineringar per år. Kommittén beslutade också att det totala antalet nomineringar som utvärderas varje år skulle begränsas, enligt förslaget till 30.
På världsarvskommitténs 27:e kongress i Paris 2003, uppmanade kommittén alla medlemsländer att sända in kommentarer och förslag på förändringar av Cairnsbesluten. Efter genomgång av de insända kommentarerna, ändringsyrkandena och en livlig debatt beslutade man på 28:e kongressen i Suzhou 2004 att göra ett tillägg till konventionen.
Tillägget innebär att varje land får göra två nomineringar fram till den 30:e kongressen 2006 (det vill säga en nominering per år), förutsatt att den ena av dessa är ett naturarv. Det totala antalet årliga nomineringar som får göras begränsas till 40, förutom nomineringar som har tagits upp av världsarvskommittén men ej helt antagits, gränsöverskridande nomineringar och nomineringar som gjorts som en nödåtgärd.

### Kriterier
Fram till och med 2004 gjordes urvalet utifrån två listor: en med sex kulturkriterier och en med fyra naturkriterier angivna med romerska siffror. Från och med 2005 är de sammanslagna till en enda lista med tio kriterier:
Ett världsarv måste uppfylla minst ett av kriterierna nedan med undantag för kriterium vi som Världsarvskommittén endast antar som kriterium tillsammans med andra kriterier.
| I    | – Vara ett mänskligt mästerverk. |
| II   | – Visa på viktiga förändringar inom arkitektur, stadsplanering, teknologi, monumental konst eller landskapsdesign.                                                                                    |
| III  | – Bära på ett unikt eller ojämförligt vittnesbörd om en tradition eller civilisation (levande eller utdöd).                                                                                           |
| IV   | – Vara en enastående representant för ett eller flera viktiga steg i människans utveckling. |
| V    | – Vara ett enastående exempel på mänsklig bosättning eller användning av land/vatten. |
| VI   | – Vara helt eller delvis associerad med händelser eller levande traditioner, med idéer eller trosuppfattningar, eller med enastående konstnärliga eller litterära verk av betydelse för hela världen. |
| VII  | – Innehålla fantastiska naturfenomen i ojämförligt vackra naturområden och estetiskt värde. |
| VIII | – Vara enastående exempel som representerar viktiga steg i jordens historia. |
| IX   | – Vara enastående exempel som representerar betydelsefulla pågående ekologiska och biologiska processer inom evolutionen och utvecklingen av ekosystem.                                               |
| X    | – Innehålla det allra viktigaste och mest betydelsefulla habitatet för på-platsen-bevarande av biologisk mångfald.                                                                                    |

Vid sidan om de tio kriterierna antog världsarvskommittén 1992 att ge en del världsarv status som kulturlandskap, vilket blev det första internationella instrumentet för att skydda denna typ av område.

## Organisation

### Världsarvskommittén
Världsarvskommittén (World Heritage Committee) finns till för att verkställa världsarvskonventionen och ansvara för uppdaterandet och publicerandet av världsarvslistan. Den består av 21 ledamöter från lika många länder. En gång om året sammanträder kommittén. Om minst två tredjedelar av medlemsstaterna så begär hålls en extra konferens.

### Världsarvskommitténs byrå
Kommittén väljer årligen i slutet av sin ordinarie konferens ett utskott kallat Bureau of the World Heritage Committee, på svenska Världsarvskommitténs byrå. Utskottet består personer från sju av de 21 medlemsstaterna i kommittén och har en ordförande, fem viceordförande och en sekreterare. Dess uppgift är att diskutera skötseln av de existerande världsarven, godkänna nomineringar och göra alla förberedelserna för Världsarvskommitténs konferenser.

### Världsarvscentret
I takt med att världsarven blev allt fler uppstod ett behov av att skapa ett världsarvscentrum (World Heritage Centre) som kunde arbeta med konventionen och världsarven kontinuerligt. År 1992, när konventionen firade tjugoårsjubileum, öppnades därför Världsarvscentret i Paris. Förutom att bevaka världsarvens status har centret huvudansvaret för att organisera världsarvskommitténs möten, ge de anslutna länderna råd inför nomineringar, producera utbildningsmaterial. Man ger också ut publikationer i form av nyhetsbrev och magasin.
I samarbete med TV- och filmproducenter har det gjorts informativa och pedagogiska filmer om olika världsarv och deras skydd. Tre TV-bolag har program som omfattar fler än 500 destinationer. Tokyo Broadcasting System i Japan har visat 30-minutersprogram i HDTV-kvalitet, statliga TV-bolaget NHK har gjort en serie kortfilmer och Südwestrundfunk har producerat och visat ett antal 15-minutersprogram i Schweiz, Tyskland och Österrike.
Centret har även ansvar för att stötta konventionsländernas marknadsföring av Världsarvskonceptet. Som ett led i detta grundade man 1994 ett program för att uppmuntra ungdomar att delta i skyddet av världens kultur- och naturarv. Genom programmet vill man ge ungdomar kunskaper, färdigheter och engagemang så att de kan påverka framtidens skydd, såväl på lokal som på global nivå.

### Rådgivande organ

#### ICOMOS
International Council on Monuments and Sites (ICOMOS) grundades 1965 som ett resultat av Unescos fördrag i Venedig 1964. ICOMOS uppgift är att verka för att bevara världsarven och vara rådgivare till Unescos världsarvskommitté vad gäller kulturarv.

#### IUCN
International Union for Conservation of Nature and Natural Resources (IUCN), på svenska: Internationella naturvårdsunionen, är ett internationellt organ för naturskydd med över ettusen medlemsorganisationer. IUCN är rådgivare till världsarvskommittén vad gäller naturarv.

#### ICCROM
International Centre for the Study of the Preservation and Restoration of Cultural Property (ICCROM) grundades Rom 1959. Organisationen verkar för att bevara alla typer av kulturarv och bidrar till världsarvens bevarande genom råd om hur dessa ska bevaras på bästa sätt.

## Finansiering

### Världsarvsfonden

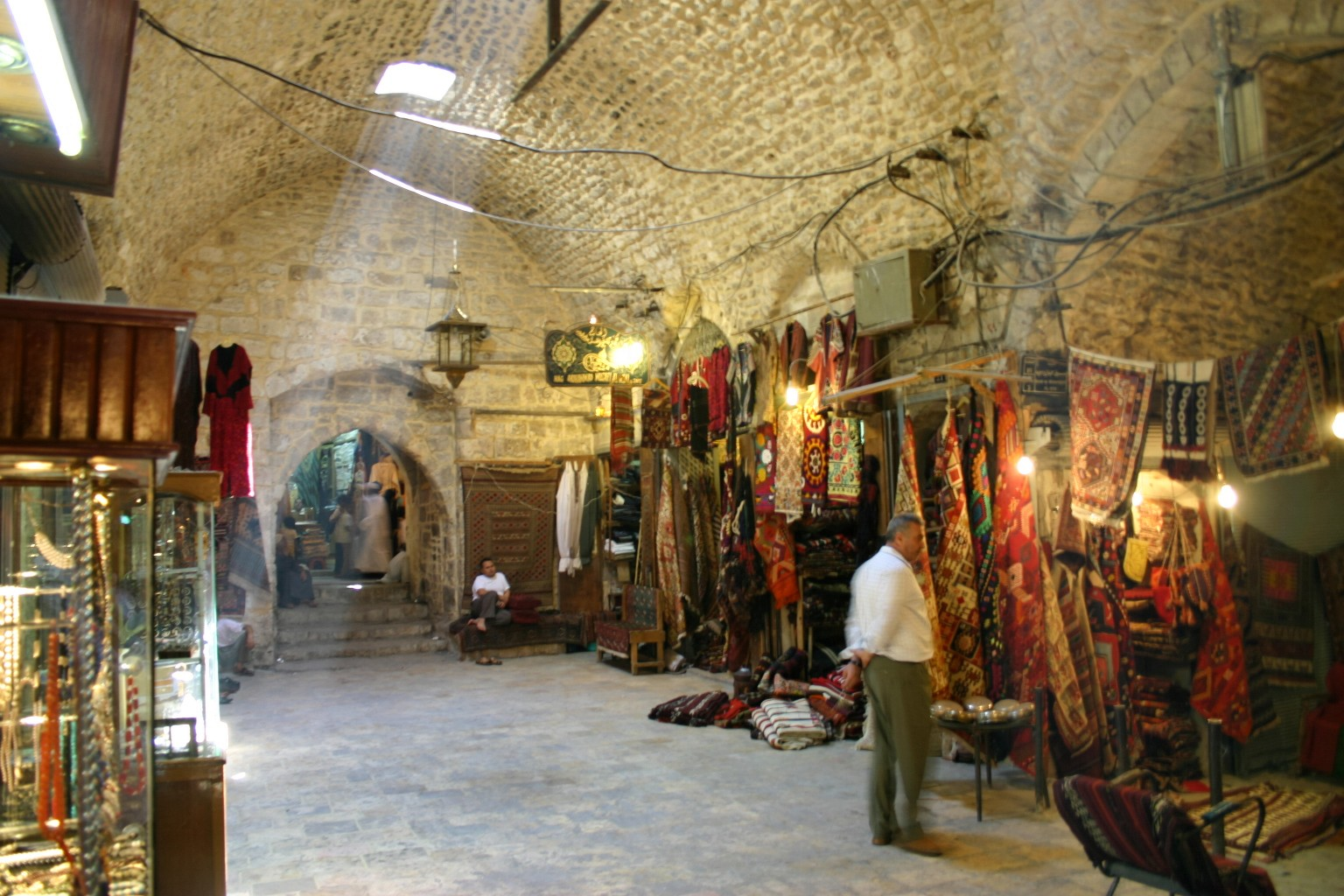
Världsarvet Souk Al-Madina brann ner under Syriska inbördeskriget.

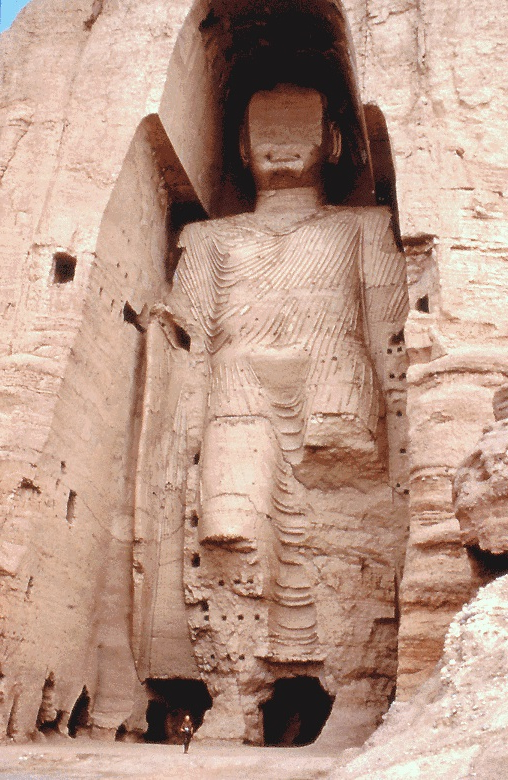
Världsarvet Buddhastatyerna i Bamiyan förstördes av den talibanstyrda regeringen i Afghanistan i mars 2001.

Varje land som anslutit sig till konventionen betalar vartannat år in ett bidrag motsvarande en viss procentandel av den medlemsavgift man betalar till Unesco. Procentsatsen fastställs på generalsamlingen för konventionens medlemsstater och är idag satt till en procent, vilket är den högsta nivå som konventionen tillåter. Varje land får givetvis ge ett frivilligt bidrag därutöver. Totalt får man till världsarvsfonden in omkring fyra miljoner amerikanska dollar per år. Det är världsarvskommittén som bestämmer om användningen av pengarna i fonden.
De fonderade medlen används dels till skyddsåtgärder av hotade världsarv (exempelvis Dubrovnik), men kan också användas för att återställa världsarv som helt eller delvis förstörts (exempelvis Buddhastatyerna i Bamiyan).

### Nordiska världsarvsstiftelsen
Varje land uppmuntras också i konventionen att överväga att etablera nationella offentliga och privata stiftelser eller organisationer som verkar för världsarvskonventionens mål och kan samla in pengar till världsarvsfonden för skyddet av kultur- och naturarv.
I Norden är det Nordiska världsarvsstiftelsen (Nordic World Heritage Foundation) som arbetar för att implementera och leva upp till Världsarvskonventionen. Stiftelsen grundades 1996 som Nordic World Heritage Office (Nordiska världsarvskontoret) efter en överenskommelse mellan Unesco och Norges regering. I mars 2002 omvandlades kontoret till stiftelsen Nordic World Heritage Foundation. Stiftelsen understöds av Norges miljöministerium och styrelsen har representanter från alla nordiska länder.

### Afrikanska världsarvsfonden
Den Afrikanska världsarvsfonden grundades 2006 som den första regionala fonden inom ramen för Unescos världsarvskonvention. Den instiftades den 5 maj i Sydafrika i enlighet med lokal lagstiftning och på initiativ av flera afrikanska medlemsstater. Den verkar genom att bidra med ekonomiskt stöd och expertis till medlemsstaterna. Viktiga anledningar till initiativet var dels regionens underrepresentation på världsarvslistan samt dess överrepresentation på listan för hotade världsarv.
Fondens verksamhet är ämnad att ge stöd till olika steg i världsarvsprocessen: dels inventering och förberedelser inför nomineringar, dels bevarandet instiftade världsarv, särskilt världsarv som fått status som hotade. Utöver direkt ekonomiskt stöd bedriver fonden utbildning av de funktionärer som behövs i nomineringsprocessen, för världsarvens bevarande och för anläggningarnas fortsatta drift.

## Världsarvslistan

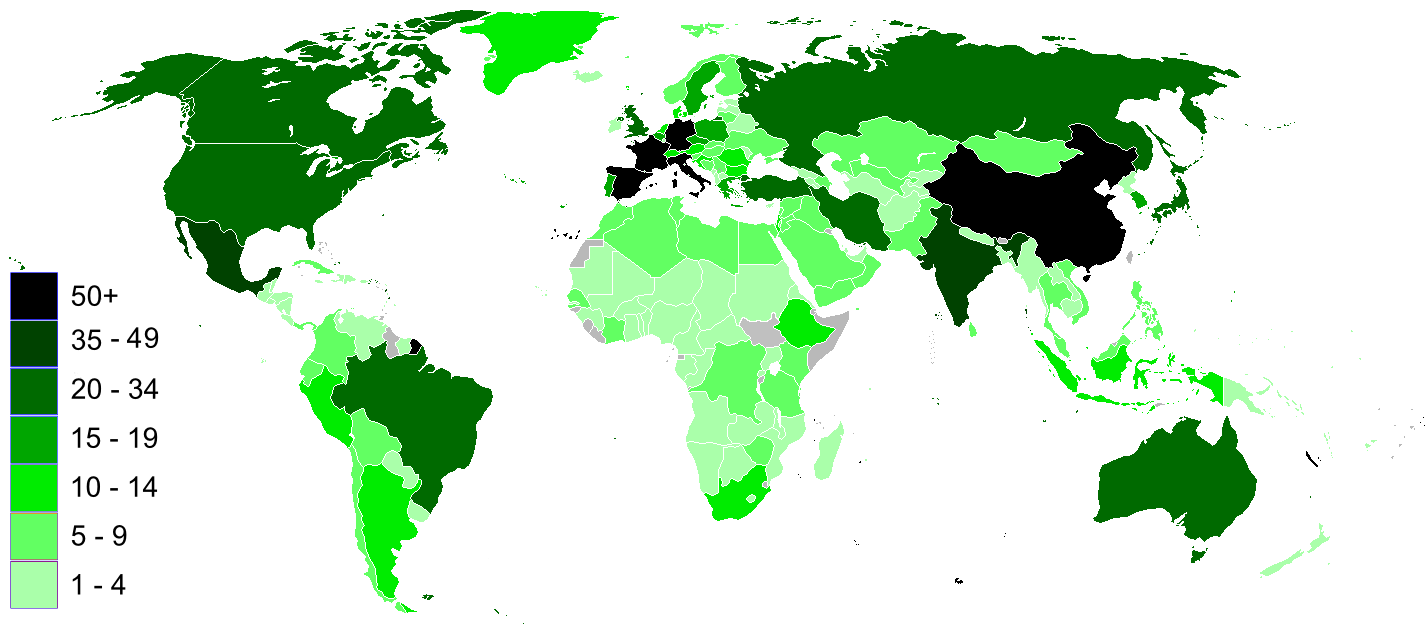
Världsarvens fördelning på jordens länder 2024. Flest världsarv finns i Europa.

Det finns idag (februari 2022) 1154 världsarv; av dessa är 897 kulturarv, 218 naturarv och 39 en kombination av de båda typerna.
Varje år har det tillkommit i snitt knappt 27 världsarv, som minst har man antagit sju nya världsarv och som mest 61. Italien har med sina 58 världsarv flest i världen, följt av Kina med sina 55 världsarv, följt av Tyskland med 51 sedan Frankrike och Spanien med 49 världsarv vardera. På världsarvskommitténs 31:a kongress 2007 tog man för första gången bort ett världsarv: Arabiska oryxreservatet.

### Geografisk fördelning av världsarven
Geografisk fördelning efter Unescos regionindelning
| Världsdel               | Kulturarv | Naturarv | Kombination | Totalt |
| ----------------------- | --------- | -------- | ----------- | ------ |
| Afrika                  | 54        | 39       | 5           | 98     |
| Arabstaterna            | 80        | 5        | 3           | 88     |
| Asien och Stilla havet  | 195       | 70       | 12          | 277    |
| Europa & Nordamerika    | 468       | 66       | 11          | 545    |
| Latinamerika & Karibien | 100       | 38       | 8           | 146    |
| Summa                   | 897       | 218      | 39          | 1 154  |

Utomeuropeiska territorium som hör till Europeiska länder, såsom Bermuda, Curaçao och Réunion räknas i tabellen in under den region landet hör till, det vill säga Europa & Nordamerika.

### De första världsarven

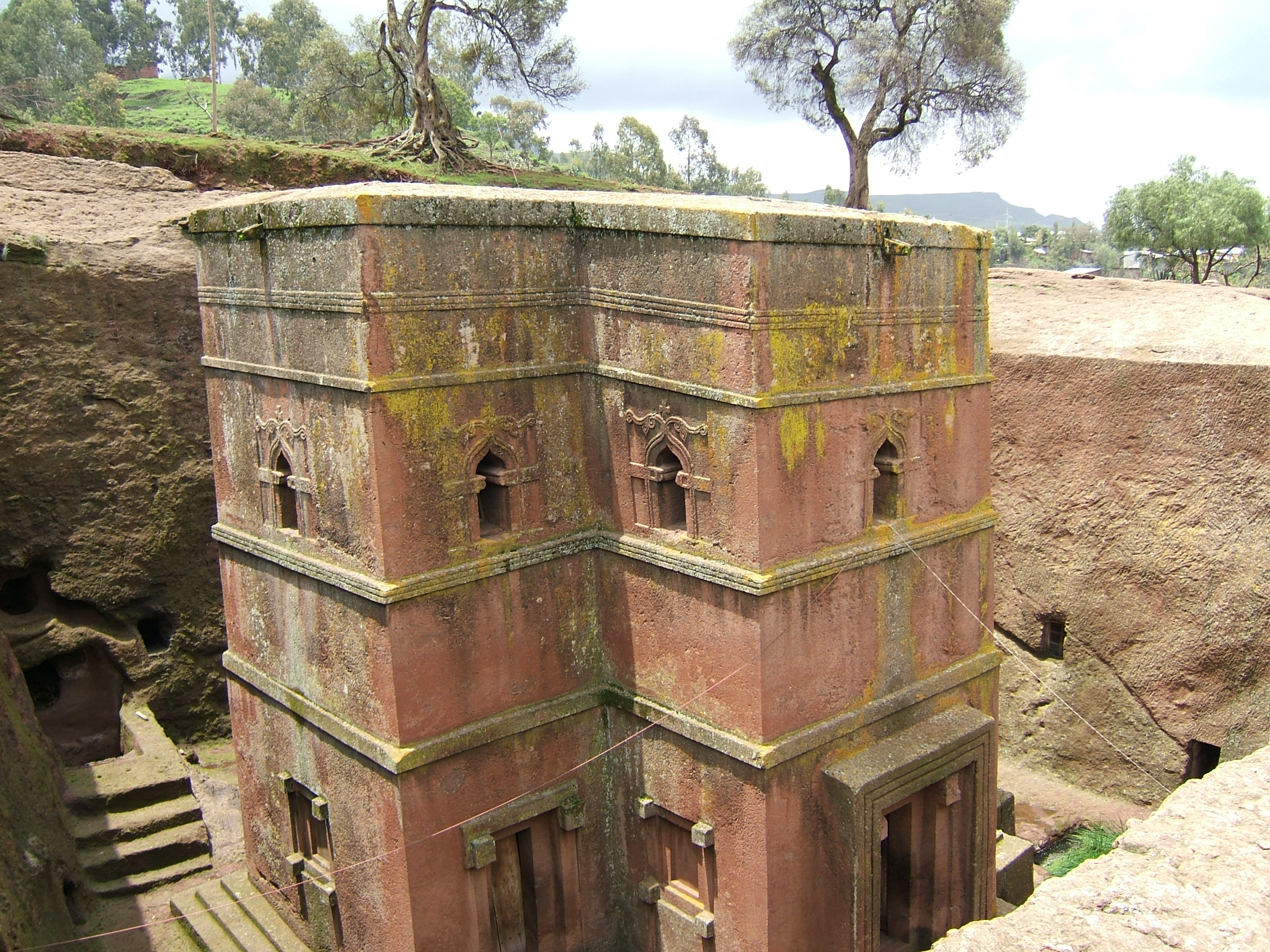
Klippkyrkorna i Lalibela i Etiopien är ett av de första tolv världsarven.

Under sitt möte i Washington mellan den 5 september till 8 september 1978 utsåg världsarvskommittén de första tolv världsarven:
1. L'Anse aux Meadows och Nahanni nationalpark i Kanada
2. staden Quito och Galapagosöarna i Ecuador
3. Simenbergens nationalpark och klippkyrkorna i Lalibela i Etiopien
4. Katedralen i Aachen i Tyskland
5. staden Krakóws historiska centrum och saltgruvorna i Wieliczka i Polen
6. ön Gorée i Senegal
7. Mesa Verde nationalpark och Yellowstone i USA [68]

### Kulturlandskap

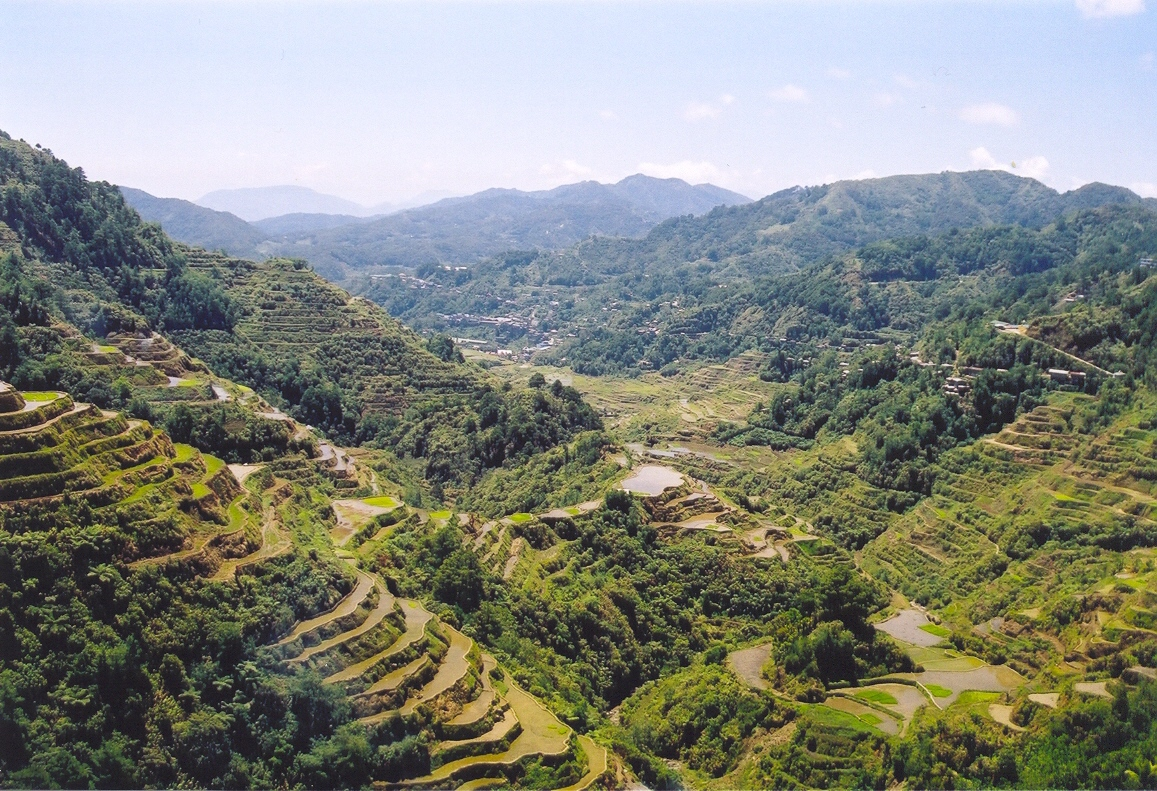
Risterrasserna i Cordilleras i Filippinerna är ett av världsarvens kulturlandskap.

I samband med inrättandet av Världsarvscentret 1992 definierades begreppet kulturlandskap för första gången på internationell nivå. I februari 2022 hade totalt 119 objekt upptagits som kulturlandskap, varav ett strukits från listan 2009.

### Hotade världsarv
Vid sidan av världsarvslistan finns också en lista över hotade världsarv. Idag är 38 världsarv uppsatta på denna lista. Hoten är många, det kan vara krig och naturkatastrofer men också erosion, exploateringsplaner, ren förstörelse och massturism. Genom konventionen och samarbete mellan Unesco och de deltagande länderna kan mycket göras för att förbättra situationen.

### Före detta världsarv
Hittills har tre objekt strukits från listan. 2007 strök världsarvskommittén Arabiska oryxreservatet. Beslutet fattades sedan Omans regering beslutat reducera reservatets areal med 90 procent. Det andra världsarvet som ströks var Elbes dalgång i Dresden i Tyskland. Orsaken var att staden inledde byggandet av den fyrfiliga motorvägsbron Waldschlösschenbron. År 2021 förlorade Liverpool sin status som världsarv till följd av för många nybyggnationer och rivningar i hamnmiljön.

### Sveriges världsarv
I Sverige finns idag femton världsarv med på världsarvslistan.

### Finlands världsarv
I Finland finns idag sju världsarv med på världsarvslistan.

## Kritik och problem

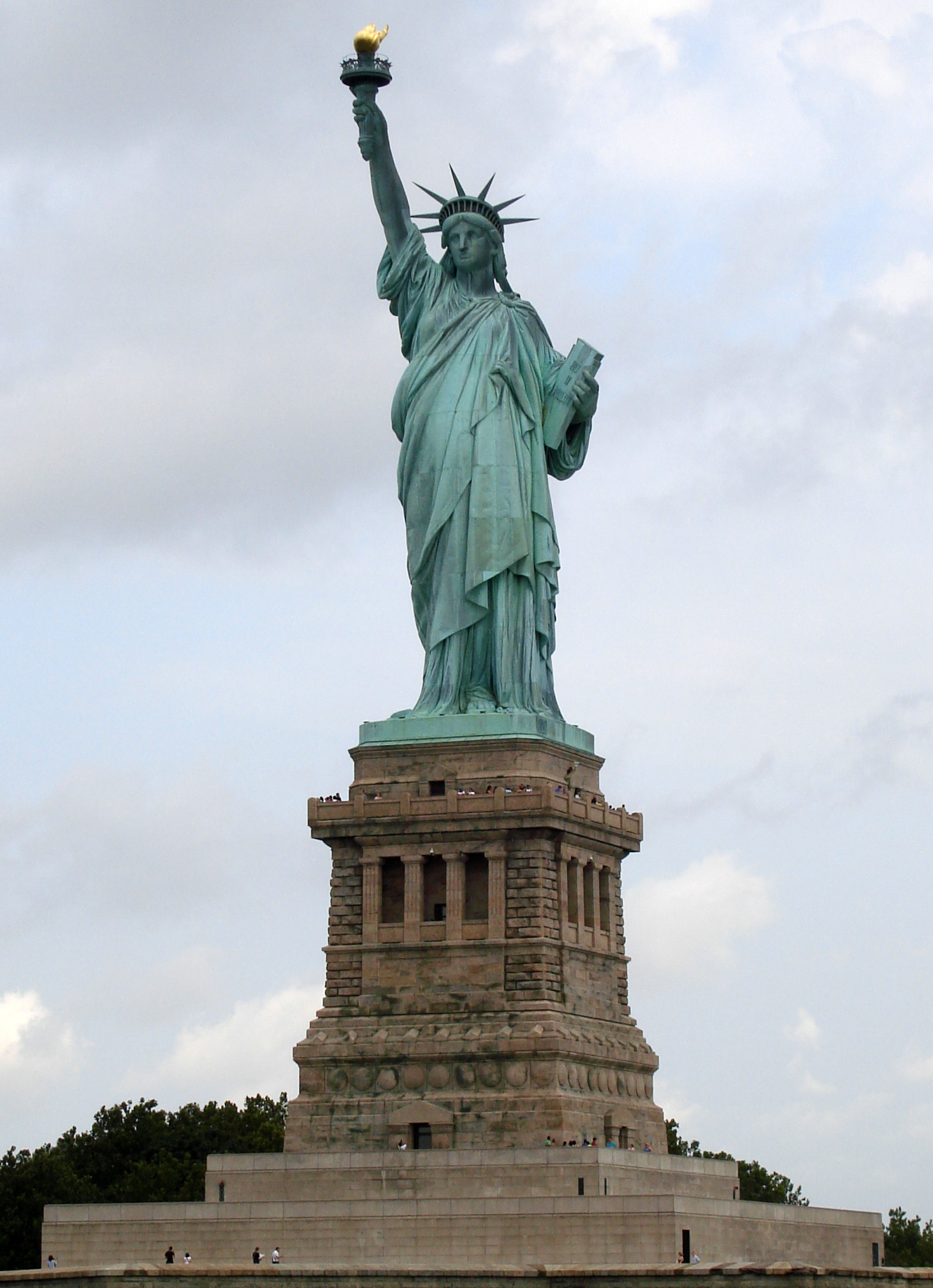
Förenta staternas nationalmonument Frihetsgudinnan är ett världsarv sedan 1984.

### Världsarv saknas i listan
Ett av världsarvslistans problem är dess praxis. Syftet är att skapa en lista över internationellt viktiga platser, men de nationella organen kan bara lägga fram förslag på objekt som ligger inom deras territorium. Det enda undantaget som fått världsarvsstatus är staden Jerusalem, som Jordanien föreslog. Även om listan ska vara världens viktigaste kultur- och naturmiljöer, så är det varje stats egna intressen som avgör vad som blir världsarv. Av denna anledning är det omöjligt för till exempel objekt i stater som inte undertecknat världsarvskonventionen att få världsarvsstatus, även om dessa uppfyller kriterierna. Även om listan ursprungligen skapades i syfte att bevara skyddsvärda objekt kan olika politiska motiv spela roll vid själva nomineringen. Det kan vara förhoppningar om ökad turism eller andra framtida ekonomiska fördelar, liksom världsarvs-statusens roll i skapandet av en nationell identitet.

### Obalans i världsarvslistan
Europas länder är kraftigt överrepresenterade på listan. Afrika och Sydamerika har förhållandevis få världsarv. Listans obalans påverkas också av det faktum att länder har egna mål med sina förslag. Utvecklingsländernas regeringar har inte heller samma resurser att samla in information till sina presentationer. Till exempel föreslogs mellan åren 1978–1998 inte mindre än 443 objekt i Europa och Nordamerika och endast 81 i Afrika.
Mellan 1987 och 1993 genomförde ICOMOS en studie som kom fram till att historiska städer, religiösa monument, historiska perioder och ”elitistisk” arkitektur (till skillnad från folklig) var kraftigt överrepresenterade. För att komma åt problemet och balansera världsarvslistan inledde världsarvskommittén 1994 en global strategi. År 2006 utökades världsarvslistan för första gången på 34 år med lika många objekt i Afrika som i Europa.

### Hur många världsarv kan det bli?

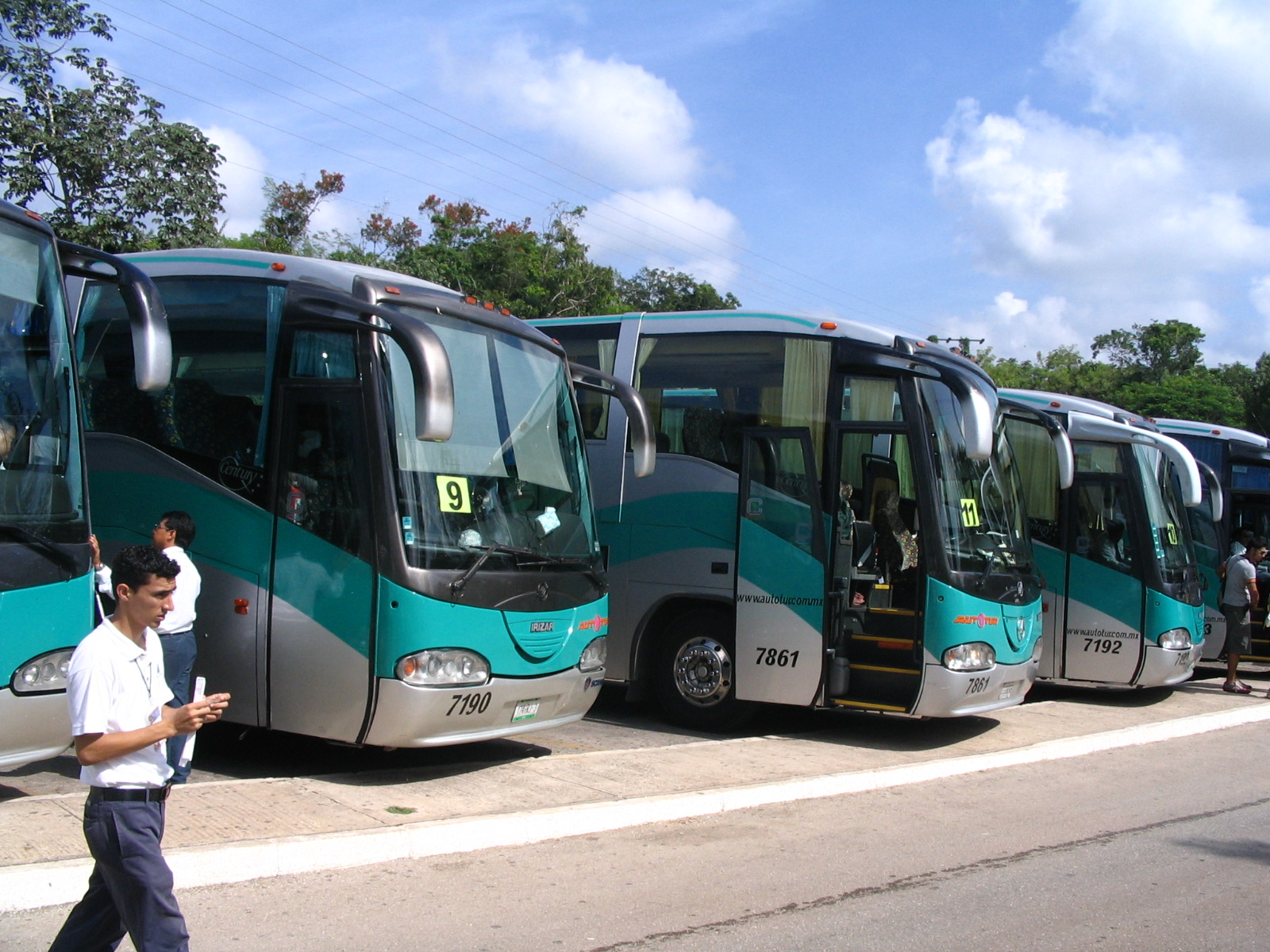
Mayaruinerna Chichén Itzá är en populär turistdestination delvis tack vare världsarvsstatusen. Här står bussar på parkeringen vid Chichen.

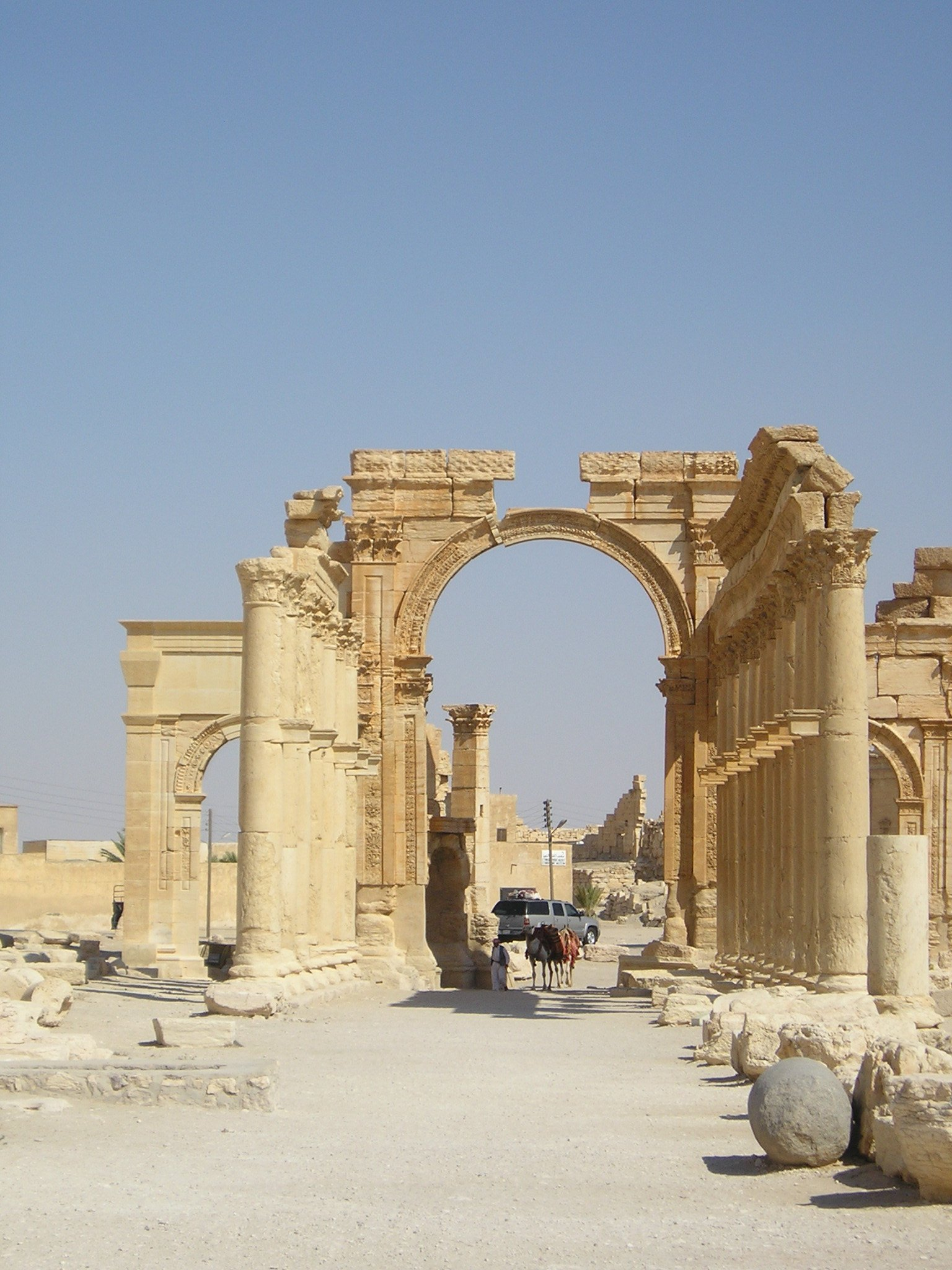
Triumfbågen i staden Palmyra i Syrien. Palmyra upptogs på Unescos världsarvslista 1980.

Världsarvslistan har idag över 1 000 poster och antalet ökar varje år. Vissa kritiker anser att antalet börjar bli för stort, vilket kan undergräva det ursprungliga syftet att lista unika och enastående kulturarv. Den nuvarande omfattningen på listan och kvaliteten på de objekt som är uppsatta gör det allt svårare för blivande världsarv att använda termen enastående, vilket är ett grundläggande krav för världsarvsstatus. ICOMOS anser dock att antalet kulturarv inte medvetet bör begränsas.

### Fördelarna är inte tillräckliga
Statusen som världsarv ger inte i sig något större ekonomiskt eller kompetensmässigt tillskott. Många medlemsstater har samtidigt insett att ett världsarv kan innebära ökad turism vilket i sin tur kan bidra till finansieringen. Till exempel har turistsiffrorna för Mayaruinerna Chichen Itza ökat kraftigt. Detta ses dock inte längre som en enbart positiv sak. På senare tid har man alltmer diskuterat behovet av någon form av uppföljningsprogram för världsarvens bevarande. Utan ett ordentligt skydd kan världsarven bli skadade eller till och med gå förlorade.